# Балка Бальчанська
Ба́лка Бальча́нська  — ботанічна пам'ятка природи загальнодержавного значення в Україні. Розташована у Запорізькому районі Запорізької області, на захід від села Ясинувате, на лівому березі Дніпра. Протягається на північний захід перпендикулярно до Дніпра. 
Площа 28 га. Статус присвоєно згідно з розпорядженням Ради Міністрів УРСР від 14.10.1975 року № 780-Р. Перебуває у віданні: Дніпровська сільська рада. 
Статус присвоєно для збереження глибокої балки, схили якої вкриті трав'янистою рослинністю, характерною для ковилового степу (ковила волосиста, малопоширений вид — ряст Маршалла та інші). У верхів'ї балки ростуть вікові дуби.
Пам'ятка природи належить до переліку природно-заповідних територій, особливо важливих для збереження біорізноманіття Запорізької області.

## Галерея

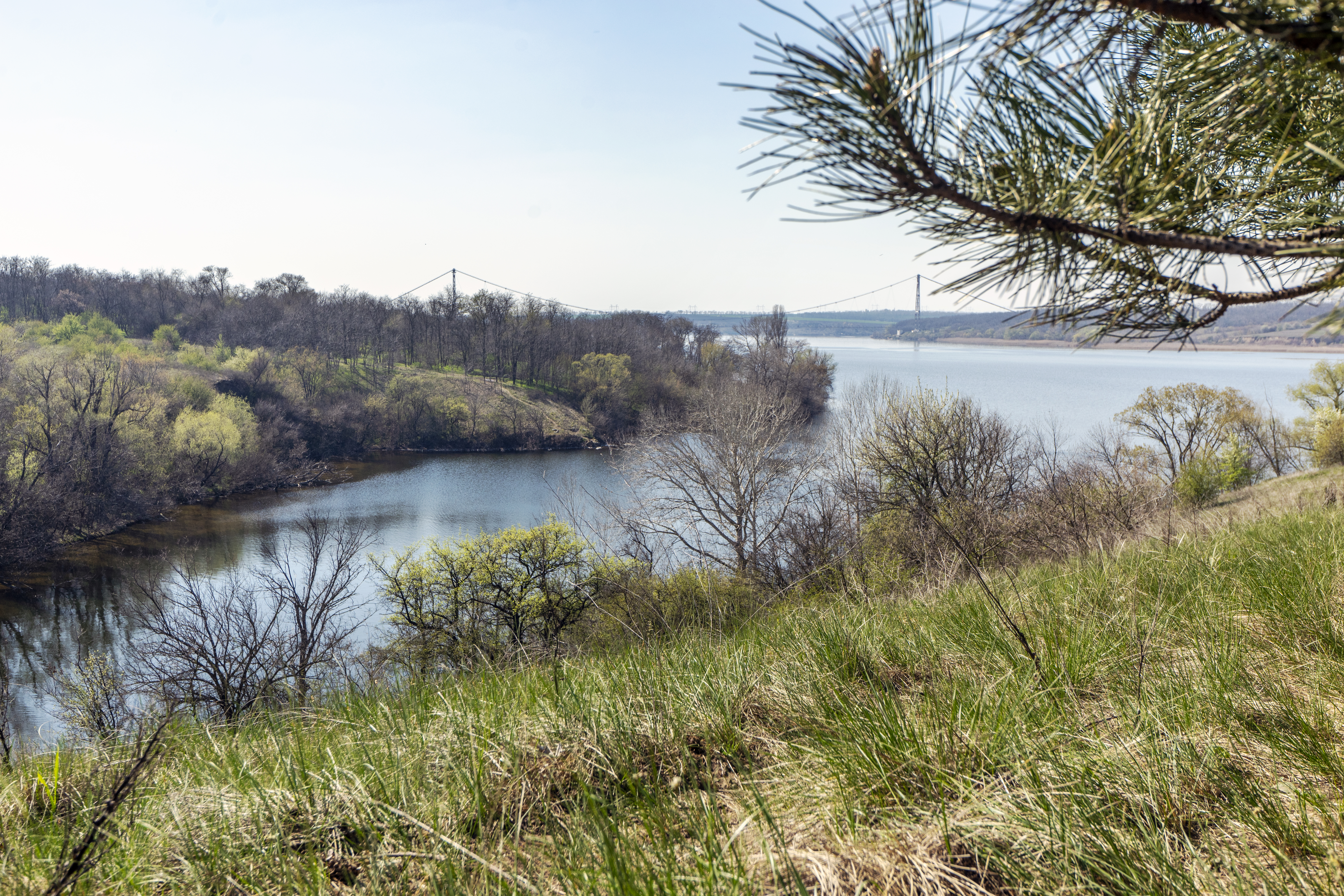
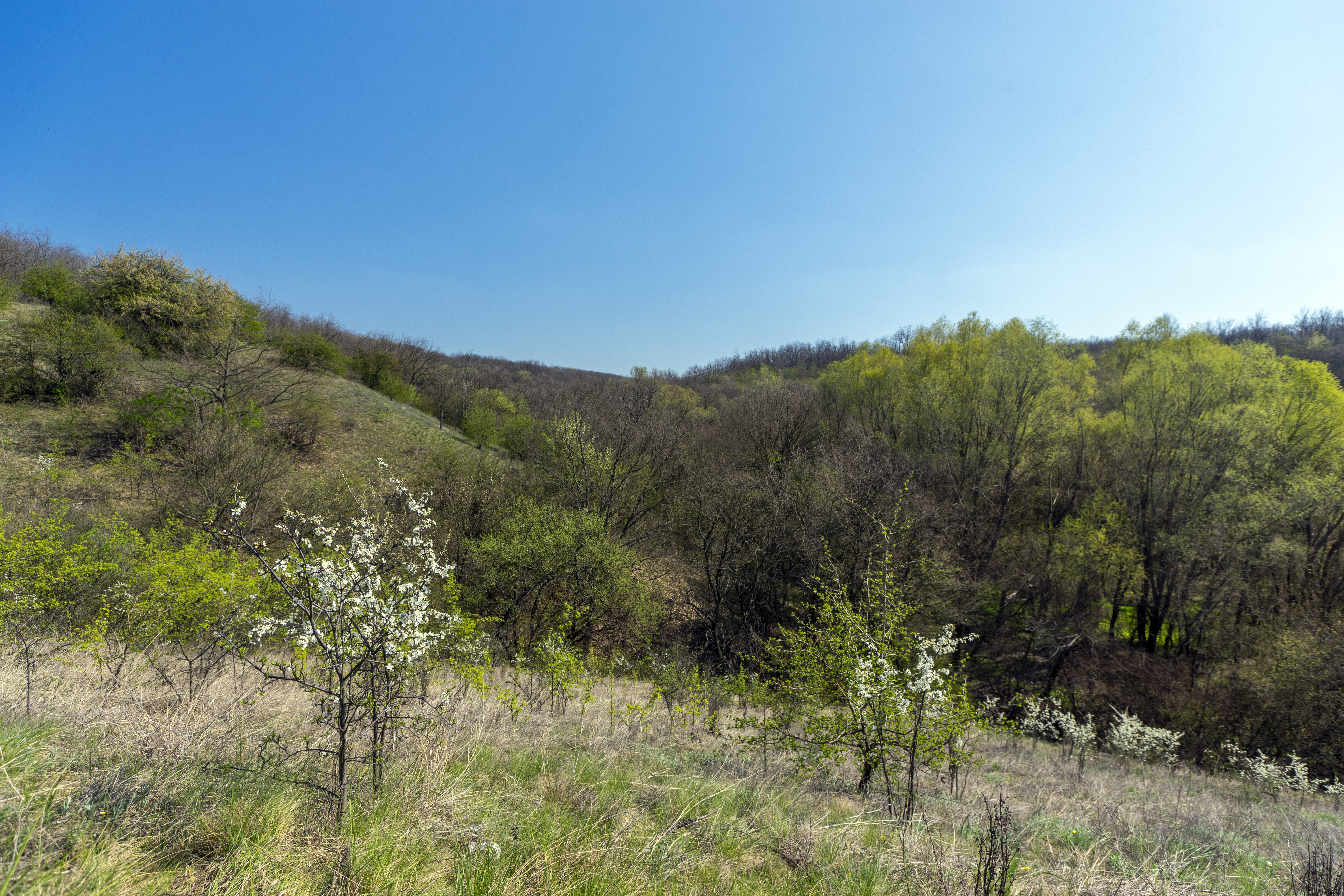
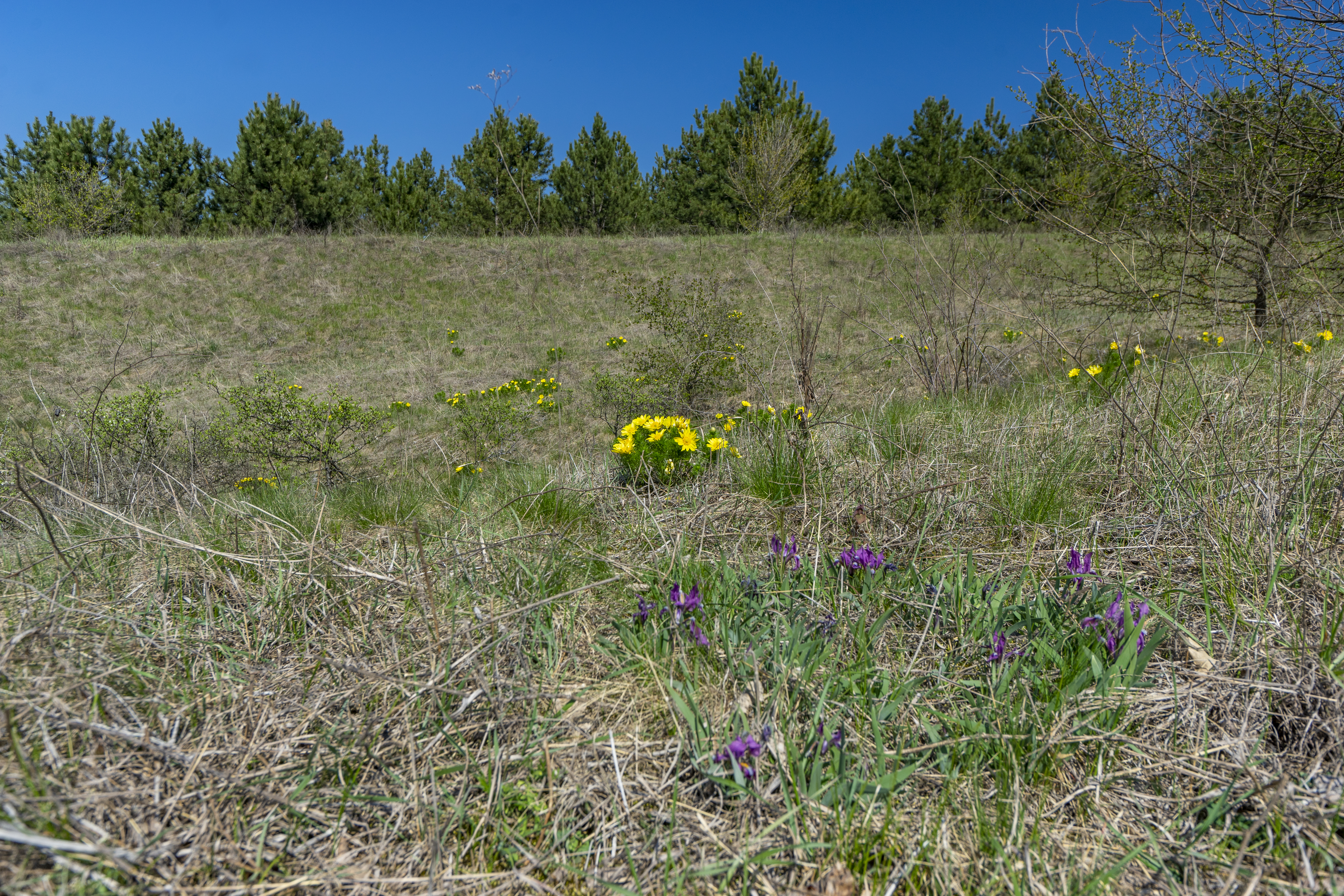
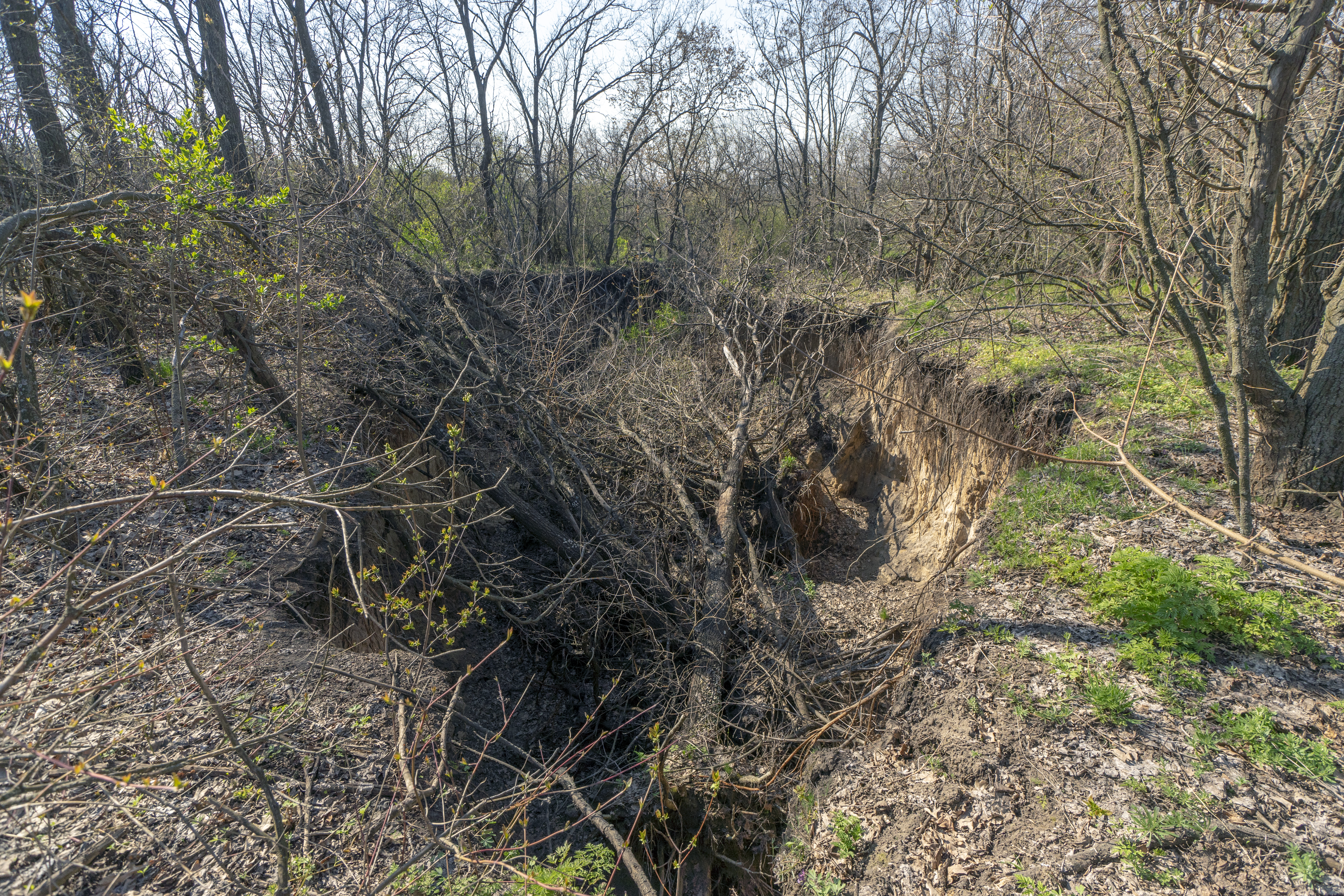
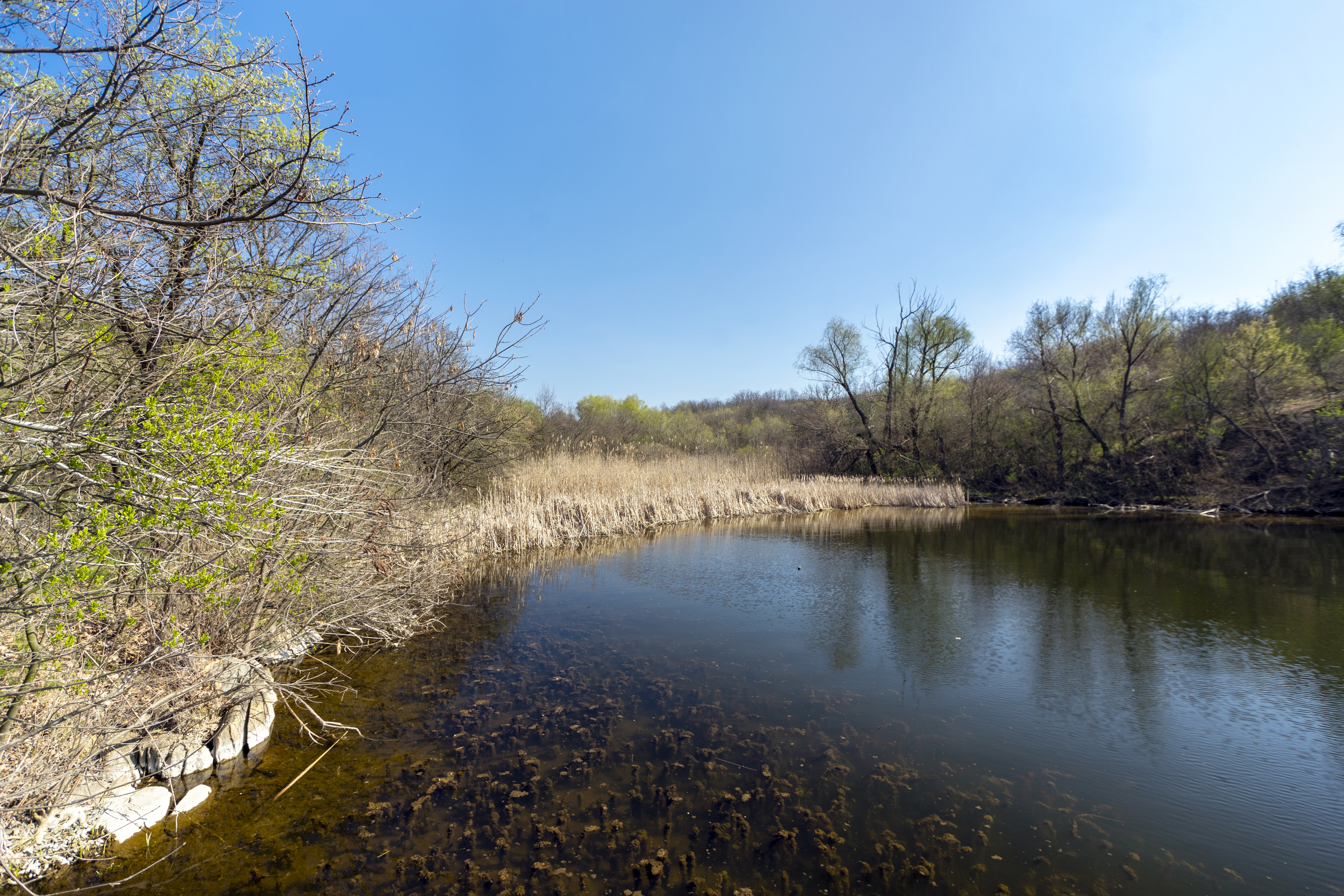
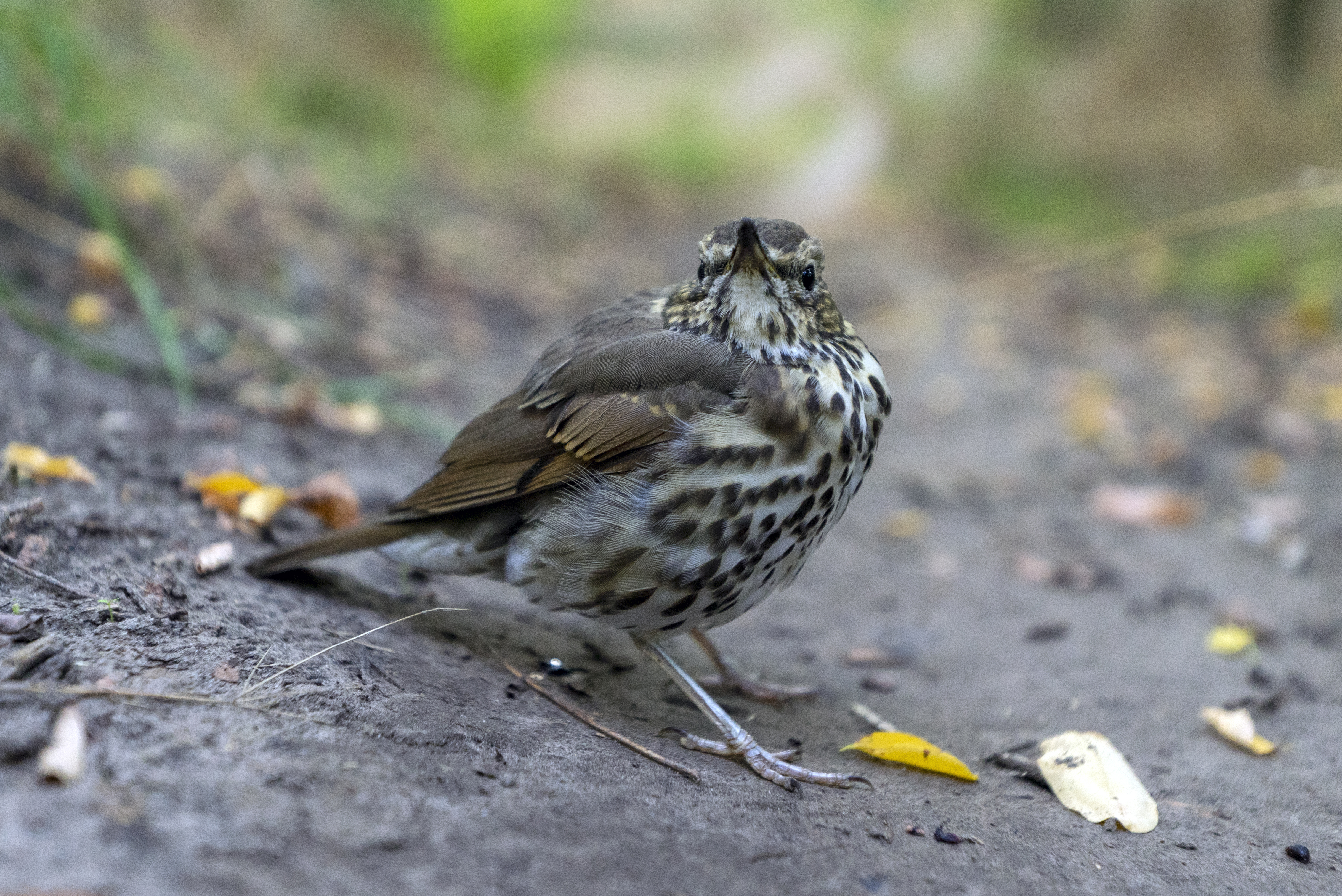